# Colombia op de Olympische Winterspelen 2018
Colombia was een van de deelnemende landen aan de Olympische Winterspelen 2018 in Pyeongchang, Zuid-Korea.
Bij de tweede deelname van het land aan de Winterspelen werd ook voor de tweede keer deelgenomen in het alpineskiën en voor het eerst in het langlaufen en in het langebaanschaatsen. Pedro Causil was de vlaggendrager bij de openingsceremonie.

## Deelnemers en resultaten
(m) = mannen, (v) = vrouwen 

### Alpineskiën
| Olympiër        | Onderdeel        | Resultaat | Prestatie                                                          |
| --------------- | ---------------- | --------- | ------------------------------------------------------------------ |
| Michael Poettoz | reuzenslalom (m) | DNF-2     | 1e run: 1.21,41 (73e) 2e run: niet gefinisht                       |
| Michael Poettoz | slalom (m)       | 37e       | 1e run: 57,46 (44e) 2e run: 1.00,00 (37e) totaal: 1.57,46 (+18,47) |

### Langlaufen
| Olympiër          | Onderdeel             | Resultaat | Prestatie          |
| ----------------- | --------------------- | --------- | ------------------ |
| Sebastián Uprimny | 15 km vrije stijl (m) | 115e      | 58.08,1 (+24.24,2) |

### Schaatsen
| Olympiër     | Onderdeel      | Resultaat    | Prestatie                  |
| ------------ | -------------- | ------------ | -------------------------- |
| Pedro Causil | 500 meter (m)  | 20e          | 35,196 (+0,78)             |
| Pedro Causil | 1000 meter (m) | 34e          | 1.10,71 (+2,76)            |
|              |                |              |                            |
| Laura Gómez  | massastart (v) | halve finale | HF-1: 0 pnt; 10e (8.54,99) |